# Pentachondra ericifolia
Pentachondra ericifolia är en ljungväxtart som beskrevs av Joseph Dalton Hooker. Pentachondra ericifolia ingår i släktet Pentachondra och familjen ljungväxter. Inga underarter finns listade i Catalogue of Life.